# Jörg Schmid
Jörg Schmid (* 1959 in Luzern) ist ein Schweizer Rechtswissenschaftler.

## Leben
Nach dem juristischen Studium an der Universität Fribourg erwarb er das Anwaltspatent und die Notariatsprüfung des Kantons Luzern. Nach der Promotion und Habilitation an der Universität Fribourg war er dort von 1992 bis 2001 ordentlicher Professor an der Universität Freiburg. Seit 2001 ist er Ordinarius für Privatrecht und Privatrechtsvergleichung an der Universität Luzern.
Seine Forschungsschwerpunkte sind allgemeines und besonderes Vertragsrecht, Sachenrecht, Beurkundungsrecht und Privatrechtsvergleichung.

## Schriften (Auswahl)
- Die Geschäftsführung ohne Auftrag. Freiburg im Üechtland 1992, ISBN 3-7278-0840-3.
- mit Bettina Hürlimann-Kaup: Einleitungsartikel des ZGB und Personenrecht. Zürich 2016, ISBN 978-3-7255-7420-9.
- mit Bettina Hürlimann-Kaup: Sachenrecht. Zürich 2017, ISBN 978-3-7255-7621-0.
- mit Bettina Hürlimann-Kaup: Gesetzgeberischer Handlungsbedarf im Stockwerkeigentumsrecht (Art. 712a-t ZGB). Gutachten vom 20. August 2018, verfasst im Auftrag der Schweizerischen Eidgenossenschaft. Zürich 2019, ISBN 978-3-7255-7929-7.